# Iglesia de Santiago el Nuevo (Talavera de la Reina)
La iglesia de Santiago el Nuevo es un templo religioso de culto católico bajo la advocación del Apóstol Santiago, el Mayor en la localidad de Talavera de la Reina, en la provincia de Toledo, comunidad autónoma de Castilla-La Mancha, en España, situada en los arrabales nuevos. Está catalogada como Bien de Interés Cultural.

## Descripción
Este templo es una obra mudéjar y fue erigido después de los comienzos del siglo XIV. Siendo utilizados en su construcción materiales de origen romano y visigodo, así como mármol o piedra, siendo el principal elemento constructivo (así como decorativo) el ladrillo mudejarista.
El estilo del exterior es relativamente conservador con pocos elementos europeos góticos y dominancia de elementos mozárabes. 
El edificio es de planta rectangular, sin cabecera y distribuido en tres naves, separadas por arcadas góticas con pilares y arcos de piedra túmidos, que rematan en cabecera de testero plano.
Destaca su fachada occidental, formada por un rosetón cuyas tracerías están realizadas con ladrillo y un frontal inferior de vanos de iluminación rodeados de arcos de herradura apuntados y polilobulados. Las puertas norte y sur de arquivoltas de ladrillo ligeramente apuntadas.
Al lado meridional hay una lonja de estilo renacentista-mudéjar.
Cuenta con un órgano imponente del siglo XVIII.
Juan de Ferreras (1652-1735), historiador, académico, bibliotecario real mayor, autor de una valiosa "Historia de España, 16 vols. Madrid, 1700-1727", fue párroco en esta iglesia.

## Protección
Fue declarada Monumento histórico-artístico perteneciente al Tesoro Artístico Nacional mediante decreto de 3 de junio de 1931. En la actualidad está considerada como BIC (Bien de Interés Cultural).